# La route de Salina
La route de Salina is een Frans-Italiaanse dramafilm onder regie van Georges Lautner uit 1970. De film is gebaseerd op de roman Sur la route de Salina van Maurice Cury. De film is opgenomen op Lanzarote

## Verhaal
De jonge Jonas dwaalt zwerft rond in een verlaten gebied op weg naar Salina. Bij een kleine rustplaats stopt hij om water te drinken. Mara, de eigenaar van de rustplaats, ziet hem. Ze begroet hem als haar zoon Rocky, die al vier jaar vermist wordt. Jonas laat haar in de veronderstelling dat hij inderdaad haar zoon is en accepteert haar aanbod van onderdak. Wanneer Mara's vriend Warren op bezoek komt, herkent hij hem ook als Rocky. Mara's dochter Billie komt ook terug naar huis. Tegen de verwachtingen in denkt Billie ook dat hij haar vermiste broer is. Ze brengen bijna elk moment samen door. Mara maakt zich zorgen over hun intieme relatie. 
Jonas wil ontdekken wat er achter de mysterieuze verdwijning van de echte Rocky zou kunnen zitten. Als Warren Rocky's ex-vriendin Linda noemt, gaat Jonas naar Salina om met haar te praten. Hij vindt haar in het plaatselijke restaurant. Het blijkt dat Linda de eerste persoon is die niet denkt dat hij Rocky is. Terug in Mara's huis bladert Jonas door Billies spullen en vindt oude foto's die bevestigen dat hij in de verste verte niet op de echte Rocky lijkt. Wanneer hij Billie met de waarheid confronteert, bekent ze hem dat ze heeft gelogen om haar moeder te beschermen en omdat ze van Rocky houdt en hem ook terug wilde, zij het als een illusie. Jonas bezoekt Linda opnieuw. Ze vertelt hem dat ze zich met hem wilde verloven op de dag van Rocky's plotselinge verdwijning.
Jonas' vriend Charlie arriveert onverwachts en dreigt daardoor de fantasiewereld te vernietigen. Maar zowel Billie als Mara zijn niet verrast als Charlie zijn vriend Jonas bij zijn echte naam noemt. Charlie vraagt of Jonas met hem mee wil gaan, maar Jonas besluit bij Billie en Mara te blijven. Jonas ontdekt vervolgens de waarheid over Rocky: Billie had ooit een seksuele relatie met haar broer. Toen Rocky haar wilde verlaten voor Linda, werd Billie boos, pakte een steen en doodde hem daarmee. Jonas confronteert Billie hiermee, en zij raakt ontzet. Hij pakt haar vast en slaat haar tegen een muur, waardoor Billie dood op de grond valt. Geschrokken vlucht Jonas naar buiten, de regen in, en rijdt weg en in een auto. Mara rent achter hem aan en smeekt hem bij haar te blijven. Ze wil hem helpen Billies lichaam te begraven, precies op dezelfde plek waar Rocky vier jaar geleden werd begraven. Jonas laat zich echter niet door haar tegenhouden. Hij rijdt naar Salina, geeft zichzelf aan bij de sheriff en vertelt hem wat er is gebeurd.

## Rolverdeling
| Acteur        | Personage |
| ------------- | --------- |
| Robert Walker | Jonas     |
| Mimsy Farmer  | Billie    |
| Rita Hayworth | Mara      |
| Ed Begley     | Warren    |
| Sophie Hardy  | Linda     |
| Bruce Pecheur | Charlie   |

## Onderscheiding
Mimsy Farmer won in 1971 een speciale David di Donatello voor haar rol als Billie.